# كأس شمال إفريقيا للأندية الفائزة بالكؤوس
كأس شمال إفريقيا للأندية الفائزة بالكؤوس هي منافسة سنوية لكرة القدم انطلقت عام 2008 ينظمها اتحاد شمال أفريقيا لكرة القدم ، و هي ثاني منافسة من حيث الأهمية بعد كأس شمال أفريقيا للأندية البطلة. وتتنافس على الكأس الأندية الفائزة بالكأس في كل من تونس والجزائر وليبيا ومصر والمغرب.
ويمكن اعتبار هذه الكأس كمواصلة لكأس المغرب العربي الذي كان مقتصرا على الأندية الفائزة بالكأس في كل من تونس والجزائر وليبيا والمغرب.
وقد فاز بالنسخة الأولى من كأس شمال إفريقيا لكرة القدم النادي الافريقي التونسي

## قائمة الفائزين
| عام البطولة | البطل           | الوصيف        | النتيجة   | المكان              |
| ----------- | --------------- | ------------- | --------- | ------------------- |
| 2008        | الترجى التونسي  | شبيبة بجاية   | 0-0 و 2-1 | بجاية وتونس العاصمة |
| 2009        | النادي الصفاقسي | الأهلي بنغازي | 1-1 و 0-0 | بنغازي وصفاقس       |
| 2010        | وفاق سطيف       | نادي النصر    | 1-3 و 3-2 | بنغازي وسطيف        |

## ترتيب الفرق حسب اللقب
| الترتيب | الفريق          | البطل | الوصيف |
| ------- | --------------- | ----- | ------ |
| 1       | الترجى التونسي  | 1     | 0      |
| -       | النادي الصفاقسي | 1     | 0      |
| -       | وفاق سطيف       | 1     | 0      |
| 4       | شبيبة بجاية     | 0     | 1      |
| -       | الأهلي بنغازي   | 0     | 1      |
| -       | نادي النصر      | 0     | 1      |

## ترتيب الدول حسب اللقب
| الترتيب | الدولة  | البطل | الوصيف |
| ------- | ------- | ----- | ------ |
| 1       | تونس    | 2     | 0      |
| 2       | الجزائر | 1     | 1      |
| 3       | ليبيا   | 0     | 2      |